# Bahía Schapenham
Bahía Schapenham está situada en la península Hardy en la costa este de isla Hoste en la región austral de Chile. Su nombre es honor del vicealmirante Geen Huygen Schapenham quien al mando del patache Windhond recorrió bahía Nassau por cinco días en febrero de 1624 formando parte de la flota Nassau al mando del almirante holandés Jacques L'Hermite.
Administrativamente pertenece a la comuna de Cabo de Hornos en la provincia Antártica Chilena, en la Región de Magallanes y la Antártica Chilena.
Desde hace aproximadamente 6000 años sus costas fueron habitadas por el pueblo yagán o yámana. A comienzos del siglo XXI este pueblo había sido prácticamente extinguido por la acción del hombre blanco.

## Historia
Sus costas fueron recorridas por los yámanas desde hace más de 6000 años hasta mediados del siglo XX. A comienzos del siglo XXI este pueblo había sido prácticamente extinguido por la acción del hombre blanco.
A fines del siglo XVIII, a partir del año 1788 comenzaron a llegar a la zona los balleneros, los loberos y cazadores de focas ingleses y estadounidenses y finalmente los chilotes.
Las siguientes expediciones efectuaron trabajos hidrográficos en el sector de bahía Schapenham:
- 1624 - Jacob l'Hermite, almirante y Geen Huygen Schapenham, vicealmirante, estuvieron un mes con once naves holandesas.
- 1769 - Teniente James Cook con el HMB Endeavour desde bahía Buen Suceso. Tránsito de Venus. Expedición inglesa.
- 1789 - Alejandro Malaspina con la Descubierta y la Atrevida. Expedición española.
- 1830 - Robert Fitz Roy en el primer viaje del HMS Beagle. Expedición inglesa. .
- 1833 - Robert Fitz Roy en el segundo viaje del HMS Beagle. Expedición inglesa.
- 1882 - Louis-Ferdinand Martial con La Romanche. Expedición francesa.[4]

## Ubicación
Se encuentra al sur de bahía Orange comunicada con esta por un canalizo. La bahía mide como 1,5 nmi de ancho entre las puntas que la limitan.

## Catacterísticas geográficas
Su clima es marítimo con temperaturas parejas durante todo el año. El viento predominante es del oeste. El mal tiempo es permanente. 
En el centro de su entrada hay una roca negra que siempre está aflorada. Hacia el fondo se ven grandes sargazales y una gran cascada. Sus orillas son bajas. No se recomienda como fondeadero.
En su ribera se presenta la tundra magallánica y los arbustales magallánicos. Se ven albatros, gaviotas australes, patos a vapor lobos marinos. En el sector pesquero destaca la existencia de la centolla y el centollón.